# Desmond Hoyte
Desmond Hoyte (Georgetown, Guyana, 9 de març de 1929 - Georgetown, 22 de desembre de 2002) metge i polític, president de Guyana (1985-1992).
Va ingressar al parlament com a membre del Partit del Congrés Nacional del Poble (PNC) el 1968 i va ser designat ministre d'assumptes interns el 1969, traslladant-se a les finances el 1970, els treballs i les comunicacions el 1972, i desenvolupament econòmic el 1974. Després de l'elecció de desembre de 1980 va passar a ser un dels cinc vicepresidents, amb la responsabilitat del planejament econòmic, de finances i del desenvolupament regional. L'agost de 1984 el van fer primer vicepresident i primer ministre. La mort sobtada del president Forbes Burnham el 6 d'agost de 1985, el va portar a la presidència del país, a un moment quan Guyana experimentava una crisi econòmica i social perllongada. Responent a les crítiques d'eleccions anteriors com a fraudulentes, va convenir certes reformes. No obstant això, la conducta de l'elecció, que va tornar a donar al PNC la primera majoria, va ser criticada extensament per les irregularitats. Al període de 1990 al 1992 va ser Ministre d'Afers exteriors. Les eleccions de 1992 van ser guanyades pel Partit Progressista del Poble. Hoyte va continuar com a líder del PNC fins a la seva mort.
Després de la mort del president Forbes Burnham el 6 d'agost de 1985 van fer que el president del Partit Progressista del Poble, Desmond Hoyte es fes del poder de Guyana, paper que exerciria fins a les eleccions de 1992.